# Kris Marshall

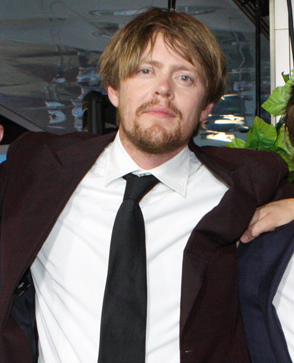
Kris Marshall bei der Premiere von A Few Best Men in Sydney, Januar 2012

Kristopher „Kris“ Marshall (* 11. April 1973 in Malmesbury) ist ein britischer Schauspieler in Film und Fernsehen.

## Leben
Marshall wuchs in den Cotswolds auf, verbrachte Teile seiner Kindheit jedoch auch in Hongkong und Kanada. Er besuchte die Wells Cathedral School, bestand jedoch das A-Level nicht. Eine seiner Arbeitsstellen in seiner Jugend war die Redroofs Theatre School.
Er begann seine Schauspiel-Karriere in der englischen Seifenoper The Bill. Im Jahr 2000 hatte er seinen Durchbruch als Nick Harper in der Sitcom My Family. Diese Rolle brachte ihm 2002 den British Comedy Award für den besten Newcomer ein. Er spielte in diversen Filmen und Fernsehserien mit und spielte 2006 auch Theater. Von 2014 bis 2017 verkörperte Marshall die Rolle des Detective Humphrey Goodman in der britischen Fernsehserie Death in Paradise. Der bisherige Hauptdarsteller Ben Miller hatte die Serie während der dritten Staffel verlassen und wurde durch Marshall ersetzt.

## Filmografie (Auswahl)
- 1999: The Most Fertile Man In Ireland
- 1999: Five Seconds to Spare
- 2000: Highlander: Endgame
- 2001: Iris
- 2002: Mexicano
- 2002: Doktor Schiwago (Doctor Zhivago)
- 2002: Die vier Federn (The Four Feathers)
- 2003: Deathwatch
- 2003: Tatsächlich… Liebe (Love Actually)
- 2004: Der Kaufmann von Venedig (The Merchant of Venice)
- 2007: Sterben für Anfänger (Death at a Funeral)
- 2008: Easy Virtue – Eine unmoralische Ehefrau (Easy Virtue)
- 2010: Meant to Be
- 2011: Oka!
- 2011: Die Trauzeugen (A Few Best Men)
- 2018: Die Trauzeugen – Australien sehen und sterben
- 2021: Paul Dood’s Deadly Lunch Break
- 2021: Father Christmas Is Back

Fernsehserien
- 1996, 1999: The Bill (2 Folgen)
- 2000–2005: My Family (45 Folgen)
- 2004: My Life in Film (6 Folgen)
- 2004–2006: Murder City (10 Folgen)
- 2005: Funland (11 Folgen)
- 2007: Sold (6 Folgen)
- 2010: Human Target (1 Folge)
- 2011: Traffic Light (13 Folgen)
- 2012: Citizen Khan (6 Folgen)
- 2013: Lightfields (5 Folgen)
- 2014–2017: Death in Paradise (30 Folgen)
- 2019: Sanditon
- seit 2023: Beyond Paradise (13 Folgen)

## Theaterstücke
- 2015: Ugly Lies the Bone